# Lee Keun-hak
Lee Keun-hak (* 7. Juli 1940) ist ein ehemaliger nordkoreanischer Fußballspieler. Er wurde auf der Position des Torwart angesetzt und stand im Kader der nordkoreanischen Mannschaft bei der Weltmeisterschaft 1966 in England, wo er die Trikotnummer 9 trug. In seiner Heimat war er zudem noch beim Moranbong Sports Club aktiv.